# Список умерших в 1958 году
В этой статье представлен список известных людей, умерших в 1958 году.
- См. также: Категория:Умершие в 1958 году

## Январь
- 1 января — Ага Нейматулла (61) — известный советский и азербайджанский нефтяник, дважды лауреат сталинской премии.
- 6 января — Константин Першин (48) — Герой Советского Союза.
- 7 января — Петру Гроза (73) — румынский антифашист, Председатель Государственного совета Румынии (с 1952 до своей смерти).
- 7 января — Николай Берёзкин (58) — советский хирург, доктор медицинских наук, профессор, член-корреспондент АН Таджикской ССР.
- 7 января — Василий Соколов (55) — Герой Советского Союза.
- 9 января — Константин Новиков (38) — Герой Советского Союза.
- 9 января — Григорий Петровский (79) — русский революционер, советский партийный и государственный деятель.
- 10 января — Михаил Павлов (94) — российский и советский металлург, академик.
- 12 января — Сергей Орлов (77) — советский астроном, член-корреспондент АН СССР.
- 15 января — Евгений Шварц (61) — русский советский писатель, драматург, автор более 20 пьес для драматического и кукольного театра, а также сценариев к одиннадцати игровым кинофильмам.
- 26 января — Александр Колобяков (61) — член Военного совета Брянского фронта, генерал-майор.
- 27 января — Фёдор Марков (44) — Герой Советского Союза.
- 28 января — Сарсен Аманжолов (54) — видный учёный-тюрколог, один из основоположников казахского языкознания.
- 29 января — Сергей Потоцкий (74) — советский композитор.
- 30 января — Иссер Беэри — создатель и первый руководитель израильской военной разведки.
- 30 января — Андрей Кошкин (35) — Герой Советского Союза.
- 30 января — Фёдор Першиков — Герой Советского Союза.
- 30 января — Иван Удальцов (72) — русский советский юрист, экономист, ректор Московского государственного университета (1928—1930).

## Февраль
- 2 февраля — Михаил Ветошкин (73) — советский государственный и партийный деятель, народный комиссар юстиции Украинской ССР (1922).
- 4 февраля — Генри Каттнер (42) — американский писатель-фантаст.
- 4 февраля — Филип Лерман (62) — американский психиатр, психоаналитик.
- 5 февраля — Лев Браун (64) — американский писатель-песенник, автор популярных лирических песен.
- 6 февраля — Жорж Буржен (78) — французский историк.
- 6 февраля — Владимир Закудряев (46) — Герой Советского Союза.
- 6 февраля — Иван Мозжаров (42) — Герой Советского Союза.
- 6 февраля — Эйжен Финк (72) — русский и латвийский прорицатель.
- 7 февраля — Владимир Лосский (54) — известный богослов Парижской школы, основоположник «неопатристического» синтеза в православном богословии, сын известного философа-интуитивиста Николая Лосского.
- 8 февраля — Иван Кочнев — Герой Советского Союза.
- 8 февраля — Александр Юльев (34) — Герой Советского Союза.
- 10 февраля — Афанасий Соболев (38) — Герой Советского Союза.
- 11 февраля — Алексей Гирс (86) — штабс-капитан лейб-гвардии Преображенского полка, камергер двора Его Императорского Величества, действительный статский советник, общественный деятель.
- 13 февраля — Александра Доброхотова (73) — выдающийся русский врач, ведущий педиатр-инфекционист, член-корреспондент АМН СССР, профессор, заслуженный деятель науки РСФСР.
- 13 февраля — Жорж Руо (86) — французский живописец и график, наиболее крупный представитель французского экспрессионизма.
- 14 февраля — Валентин Бучавый (38) — Герой Советского Союза.
- 14 февраля — Иосиф Желтобрюх (43) — старший лейтенант, Герой Советского Союза.
- 15 февраля — Виктор Косякин (62) — советский военный деятель.
- 15 февраля — Сунао Токунага (59) — японский писатель; рак желудка.
- 16 февраля — Евгений Голубинцев (78) — советский военачальник, полковник.
- 16 февраля — Рудольф Плейль (33) — немецкий серийный убийца; повесился.
- 16 февраля — Юлиан Романовский (51) — специалист в области корабельной артиллерии, кандидат военно-морских наук, контр-адмирал.
- 17 февраля — Ксения Некрасова (46) — русская поэтесса.
- 19 февраля — Фирудин Агаев (60) — машинист паровоза локомотивного депо Баку, Закавказской железной дороги. Герой Социалистического Труда (1943).
- 20 февраля — Франц Иппиш (74) — австрийско-гватемальский виолончелист, композитор и музыкальный педагог.
- 20 февраля — Лев Рощин (35) — полковник авиации, Герой Советского Союза; погиб при испытании нового боевого самолёта.
- 21 февраля — Дункан Эдвардс (21) — английский футболист, выступавший за «Манчестер Юнайтед» и сборную Англии; один из восьми футболистов, погибших в результате Мюнхенской авиакатастрофы.
- 22 февраля — Криста Анита Брюк (58) — немецкая писательница.
- 23 февраля — Юлиан Ситковецкий (32) — советский скрипач; рак лёгких.
- 25 февраля — Рудольф Бангерский (79) — генерал-майор русской армии (1919—1920), министр обороны Латвии (1926—1928), генерал-инспектор войск СС (в звании группенфюрер СС с 1 сентября 1943), президент Латвийского Национального комитета (Потсдам, 1945).
- 28 февраля — Алексей Журавлёв — Герой Советского Союза.
- 28 февраля — Осман Зеки Унгёр (78) — турецкий музыкант, дирижёр, автор музыки к национальному гимну Турции «Марш независимости».

## Март
- 2 марта — Жан Де Риманози (54) — канадский скрипач венгерского происхождения.
- 3 марта — Иван Владимиров (46) — Полный кавалер Ордена Славы.
- 3 марта — Вильгельм Цайссер (64) — немецкий коммунист, министр государственной безопасности ГДР в 1950—1953 годах.
- 5 марта — Иван Сериков (41) — Герой Советского Союза.
- 8 марта — Ирена Сольская (80) — польская артистка театра и кино.
- 8 марта — Константин Швецов (48) — советский военачальник, генерал-майор танковых войск. Начальник штаба 3-го гвардейского танкового корпуса и 9-го гвардейского танкового корпуса, участник Советско-польской и Великой Отечественной войн.
- 10 марта — Константин Швецов (43) — австрийский конькобежец.
- 11 марта — Оле Кирк Кристиансен (66) — датский предприниматель и изобретатель, основатель компании LEGO.
- 17 марта — Иван Денисенко (56) — Герой Социалистического Труда.
- 17 марта — Юрий Никулин — советский драматург.
- 18 марта — Степан Машковский (43) — Герой Советского Союза.
- 19 марта — Георгий Преображенский (60) — Герой Советского Союза.
- 20 марта — Алексей Трибунский (57) — Герой Советского Союза.
- 21 марта — Сирил Корнблат (34) — американский журналист и писатель-фантаст; сердечный приступ.
- 22 марта — Данила Васильев (60) — австралийский художник и скульптор российского происхождения.
- 24 марта — Анни Сван (83) — финская детская писательница и переводчица.
- 26 марта — Прокопий Гуров (67—68) — русский советский библиотековед.
- 27 марта — Владимир Володин (66) — народный артист РСФСР.
- 28 марта — Николай Пухов (63) — Герой Советского Союза.
- 28 марта — Елена Сахновская (55) — советский украинский художник.
- 31 марта — Александр Дигмелов (73) — советский кинооператор. Заслуженный деятель искусств Грузинской ССР.
- 31 марта — Михаил Карачев (50) — Герой Советского Союза.

## Апрель
- 1 апреля — Любовь Штрейхер (73) — советский композитор и музыкальный педагог.
- 2 апреля — Эдуард Эркес (66) — немецкий синолог.
- 7 апреля — Климентий Корчмарёв (58) — советский композитор.
- 7 апреля — Иван Петров (61) — генерал армии, Герой Советского Союза.
- 8 апреля — Александр Степанковский (81) — русский военный и общественный деятель.
- 8 апреля — Этель Тёрнер (88) — австралийская детская писательница английского происхождения.
- 9 апреля — Тауфик Кезма (75) — украинский ученый, востоковед, арабист, иранист, тюрколог.
- 10 апреля — Пётр Викман (67) — советский государственный и партийный деятель, ответственный секретарь Смоленского губернского комитета РКП(б) (1922—1924).
- 11 апреля — Константин Юон (82) — российский и советский живописец, мастер пейзажа; теоретик искусства, народный художник СССР (1950).
- 14 апреля — Михаил Теплоухов (41) — Герой Советского Союза.
- 18 апреля — Василий Беленко — сержант, Герой Советского Союза.
- 19 апреля — Айкануш Даниэлян (64) — армянская советская певица, народная артистка СССР.
- 19 апреля — Ефим Лискун (84) — российский и советский зоотехник.
- 23 апреля — Сергей Елизаров (35) — Герой Советского Союза.
- 24 апреля — Шалва Мелкадзе (58) — советский военачальник.
- 26 апреля — Анфим (Сискос) (67—68) — епископ Александрийской православной церкви, митрополит Нубийский, ипертим и экзарх Фиваиды.
- 28 апреля — Микаэль Рафили (53) — азербайджанский советский поэт и литературовед.
- 30 апреля — Дмитрий Ковальчук (38) — капитан, Герой Советского Союза.

## Май
- 1 мая — Отто Рём (75) — американский борец, чемпион Летних Олимпийских игр 1904.
- 2 мая — Джон Суонтон (85) — американский антрополог, изучавший индейцев США.
- 6 мая — Николай Байков (85) — военный, писатель и натуралист.
- 6 мая — Борис Ромашов (62) — советский драматург, лауреат Сталинской премии первой степени (1948).
- 7 мая — Пётр Гельвих (86) — выдающийся российский и советский учёный в области баллистики и теории стрельбы артиллерии, генерал-майор артиллерии.
- 10 мая — Александр Ращупкин (52) — Герой Советского Союза.
- 10 мая — Андрей Циклаури — Герой Социалистического Труда.
- 11 мая — Хосров Рузбех (43) — деятель революционного движения в Иране; расстрелян.
- 11 мая — Владимир Щербинин (44) — Герой Советского Союза.
- 14 мая — Анатолий Марков (40) — Герой Советского Союза.
- 15 мая — Вильгельм Воднански (82) — австрийский художник.
- 16 мая — Иван Бажуков (33) — Полный кавалер ордена Славы.
- 17 мая — Иван Зименков (54) — партийный и хозяйственный деятель, председатель Сталинградского облисполкома во время Сталинградской битвы.
- 17 мая — Захар Семенюк (39) — Герой Советского Союза.
- 18 мая — Вильгельм Воднански (82) — австрийский художник.
- 18 мая — Яков Фихман (75) — еврейский поэт и переводчик.
- 22 мая — Маделон Секели-Лулофс (58) — нидерландская писательница, переводчица и журналистка.
- 23 мая — Павел Непряхин (35) — Герой Советского Союза.
- 25 мая — Стейдн Стейнарр (49) — исландский поэт.
- 28 мая — Владимир Нефёдов (32) — Герой Советского Союза.

## Июнь
- 1 июня — Анри Панси (57) — люксембургский дирижёр, композитор и скрипач.
- 2 июня — Василий Балабанов (73) — советский военный деятель, генерал-майор танковых войск.
- 4 июня — Александр Инашвили (70) — оперный певец (баритон), народный артист СССР.
- 11 июня — Кларенс Демар (70) — американский марафонец, 7-кратный победитель Бостонского марафона, бронзовый призёр Летних Олимпийских игр 1924 года в Париже.
- 13 июня — Моисей Наппельбаум (88) — выдающийся фотомастер, создавший собственную, только ему присущую творческую манеру исполнения студийного фотопортрета.
- 14 июня — Иоэль Малкин (50) — советский математик и механик.
- 16 июня — Гимеш, Миклош (40) — венгерский журналист и коммунистический политик, принимавший активное участие в венгерском восстании; казнён.
- 16 июня — Малетер, Пал (40) — венгерский военный деятель, генерал, министр обороны в правительстве Имре Надя (2—4 ноября 1956); казнён.
- 16 июня — Имре Надь (62) — венгерский политический и государственный деятель, премьер-министр Венгерской Народной Республики, инициатор изменений в курсе Венгерской коммунистической партии; казнён.
- 17 июня — Тимербулат Халиков (41) — советский военный и административный деятель, Герой Советского Союза.
- 19 июня — Николай Павлушкин (40) — Герой Советского Союза.
- 22 июня — Александр Сулаберидзе (41) — Герой Советского Союза.
- 23 июня — Георгий Курочкин (83) — санитарный врач, основоположник санитарного дела в Ярославле.
- 23 июня — Михаил Рудинский (70) — украинский и советский археолог.
- 24 июня — Святослав Шрамченко (65) — украинский военный и общественный деятель, филателист, писатель.
- 25 июня — Джордж Ортон (75) — канадский легкоатлет, чемпион и бронзовый призёр летних Олимпийских игр 1900, первый чемпион Игр от Канады.
- 27 июня — Роберт Грейг (78) — американский актёр австралийского происхождения.
- 29 июня — Захар Мороз (53) — украинский советский драматург, литературовед, журналист.

## Июль
- 2 июля — Никифор Озорнин (54) — Полный кавалер Ордена Славы.
- 5 июля — Зиновий Исхаков (49) — Герой Советского Союза.
- 5 июля — Николай Шепелев (48) — Герой Советского Союза.
- 6 июля — Василий Фалин (39) — Герой Советского Союза.
- 7 июля — Иван Силантьев (40) — Герой Советского Союза.
- 9 июля — Габриэль Скотт (84) — норвежский поэт, писатель, драматург и детский писатель.
- 9 июля — Фрэнк Спрингфилд (70) — австралийский пловец. Участник летних Олимпийских игр 1908 года.
- 11 июля — Николай Котлов — заведующий свиноводческой фермой колхоза имени Фрунзе Родниковского района Ивановской области.
- 14 июля — Фейсал II (23) — король Ирака (4 апреля 1939 — 14 июля 1958); расстрелян вместе с большей частью королевской семьи.
- 15 июля — Нури аль-Саид (69 или 70) — иракский политический деятель, министр иностранных дел и премьер-министр страны; убит (застрелен).
- 15 июля — Георгий Павлов (72—73) — русский поэт, прозаик, драматург.
- 20 июля — Мир Асаддулла Мир Алексер оглы Миркасимов (74) — первый ученый-хирург азербайджанец, доктор медицинских наук, профессор, академик АН Азербайджанской ССР, основатель современного медицинского образования и науки в Азербайджане.
- 22 июля — Михаил Зощенко (62) — русский советский писатель.
- 26 июля — Александр Гапеев (76) — советский геолог-угольщик, доктор геолого-минералогических наук.
- 31 июля — Гавриил (Абалымов) (76) — епископ Русской православной церкви, епископ Осташковский, викарий Тверской епархии.

## Август
- 4 августа — Этель Андерсон (75) — австралийская поэтесса, писательница,эссеистка и художница.
- 7 августа — Кесарь Андрейчук (51) — советский украинский поэт.
- 9 августа — Степан Акопов (58) — советский политический деятель, министр автомобильного, тракторного и сельскохозяйственного машиностроения СССР(1954-1955).
- 10 августа — Оливер Болдуин (59) — британский политик, член Лейбористской партии, журналист, сын премьер-министра Великобритании Стэнли Болдуина.
- 11 августа — Ахмед Файзи — татарский советский писатель.
- 12 августа — Шримати Анасуйябаи Кале (61) — индийский политический деятель, член Лок сабхи (1952—1959).
- 12 августа — Яков Тюлькин (61) — Герой Советского Союза.
- 12 августа — Феофилакт (Папафанасопулос) (67) — епископ Константинопольской православной церкви, митрополит Австралийский и Новозеландский.
- 14 августа — Биг Билл Брунзи (55) — американский блюзовый певец, гитарист, автор-исполнитель.
- 14 августа — Фредерик Жолио-Кюри (58) — французский физик и общественный деятель, один из основателей и лидеров всемирного Движения сторонников мира и Пагуошского движения учёных, лауреат Нобелевской премии по химии (совместно со своей женой Ирен Жолио-Кюри, 1935).
- 14 августа — Павел Страдыньш (62) — хирург, онколог, академик АН Латвийской ССР.
- 15 августа — Эдит Килминстер — австралийская пианистка.
- 19 августа — Адольф Спиваковский — австралийский вокальный педагог российского происхождения.
- 19 августа — Алексей Черёмухин (63) — советский авиационный конструктор, создатель первого российского вертолета.
- 22 августа — Роже Мартен дю Гар (77) — французский писатель, лауреат Нобелевской премии по литературе за 1937 год «за художественную силу и правду в изображении человека и наиболее существенных сторон современной жизни».
- 23 августа — Марлоу Мосс (69) — британская художница.
- 24 августа — Якуб Глухы (64) — чехословацкий военный, полковник Чехословацкой народной армии, участник Второй мировой войны и Словацкого национального восстания.
- 25 августа — Хуго Витрок (85) — остзейский политик. Обер-бургомистр Риги.
- 26 августа — Георгий Иванов (63) — русский поэт, прозаик, переводчик, один из крупнейших поэтов русской эмиграции.
- 27 августа — Эрнест Лоуренс (57) — американский физик, создатель первого циклотрона (1931), лауреат Нобелевской премии по физике (1939).
- 28 августа — Николай Воинов (58) — советский оператор и режиссёр мультипликационных фильмов.
- 30 августа — Карл Древес (63) — немецкий военный лётчик, генерал-майор люфтваффе.

## Сентябрь
- 1 сентября — Ян де Вос (65) — нидерландский футболист.
- 2 сентября — Николай Анциферов (69) — культуролог, историк и краевед.
- 3 сентября — Жиффар Мартель (68) — английский генерал.
- 4 сентября — Иван Бикетов (42) — подполковник Советской Армии, участник Великой Отечественной войны, Герой Советского Союза.
- 5 сентября — Лулу Глазер (84) — американская актриса и певица.
- 6 сентября — Владимир Маргания (30) — советский грузинский футболист.
- 6 сентября — Исаак Махлис (65) — советский художник.
- 6 сентября — Клавдия Фомичёва (41) — Герой Советского Союза.
- 7 сентября — Владимир Кобринский (84) — украинский искусствовед и этнограф.
- 7 сентября — Александр Мукдойни (80) — еврейский театральный критик, переводчик, журналист, эссеист.
- 8 сентября — Пётр Павлов (33) — Герой Советского Союза.
- 9 сентября — Александр Вербицкий — российский и советский (украинский) архитектор.
- 11 сентября — Стивен Таллентс (73) — британский государственный чиновник, специалист в области общественных отношений, политтехнолог.
- 11 сентября — Иван Юнин (47) — Герой Советского Союза.
- 13 сентября — Мокридж, Расселл (30) — австралийский трековый велогонщик.
- 14 сентября — Тимофей Гришин — Герой Социалистического Труда.
- 18 сентября — Билял Аспандияров — директор ИИАЭ Академии Наук КазССР.
- 19 сентября — Даниил Буштрук — Герой Советского Союза.
- 20 сентября — Сергей Чекин (64) — генерал-майор инженерных войск, участник Первой мировой войны и Великой Отечественной войны.
- 21 сентября — Франсиско Оласар (73) — аргентинский футболист и тренер.
- 22 сентября — Иосиф Гермайзе (66) — украинский историк.
- 22 сентября — Василий Десницкий (80) — революционер, социал-демократ, литературовед и педагог.
- 22 сентября — Иван Маршалков — советский военачальник, генерал-майор.
- 24 сентября — Махмуд Алиев (50) — советский азербайджанский дипломат.
- 25 сентября — Джон Уотсон (80) — американский психолог, основатель бихевиоризма — одной из самых распространённых теорий в западной психологии XX века.

## Октябрь
- 1 октября — Роберт Фальк (71) — российский живописец.
- 2 октября — Евгений Ланн (62) — русский писатель, поэт и переводчик.
- 3 октября:
  - Маргарита Морозова (84), русская меценатка, одна из крупнейших представительниц религиозно-философского и культурного просвещения России начала XX века;
  - Абрар Хидоятов (58) — советский узбекский актер театра.
- 8 октября — Ран Босилек (72) — болгарский писатель и поэт.
- 9 октября — Мария Квист (79) — шведский политический деятель.
- 9 октября — Пий XII (82) — папа Римский со 2 марта 1939.
- 10 октября — Иван Морозов (53) — советский военачальник, генерал-лейтенант артиллерии.
- 13 октября — Александр Веприк (59) — советский композитор и педагог.
- 14 октября — Николай Заболоцкий (55) — русский поэт.
- 14 октября — Дуглас Моусон (76) — австралийский геолог, исследователь Антарктики.
- 15 октября — Халид Каде (49) — советский политический деятель, 1-й секретарь Областного комитета ВКП(б) - КПСС Адыгейской автономной области (1949-1954).
- 15 октября — Михаил Тархнишвили (61) — грузинский историк древневосточных церквей, монах грузинской католической церкви Византийского обряда.
- 16 октября — Михалис Суюл (52) — греческий композитор.
- 20 октября — Нина Давиташвили (76) — советская грузинская актриса, народная артистка Грузинской ССР.
- 22 октября — Павел Лин (60) — советский писатель-очеркист, драматург и сценарист.
- 22 октября — Мстислав Пащенко (57) — советский режиссёр-мультипликатор.
- 24 октября — Максим Хомяков (46) — Герой Советского Союза.
- 24 октября — Мартин Шоу (83) — английский композитор и дирижёр.
- 27 октября — Сергей Радлов (66) — режиссёр.
- 29 октября — Василий Небольсин (60) — советский дирижёр.
- 31 октября — Николай Корженевский (79) — выдающийся русский, советский физико-географ и гляциолог.

## Ноябрь
- 1 ноября — Олив Кинг (73) — австралийская военнослужащая.
- 3 ноября — Василий Милиянчук (53) — польский и советский физик-теоретик, доктор физико-математических наук, профессор Львовского государственного университета имени Ивана Франко.
- 4 ноября — Василий Ерамишанцев (83) — русский и советский архитектор, один из видных мастеров московского модерна.
- 11 ноября — Андре Базен (40) — французский кинокритик, влиятельный историк и теоретик кино.
- 14 ноября — Николай Корсун (81) — русский и советский военачальник, военный историк.
- 14 ноября — Анатолий Попов (33) — Герой Советского Союза.
- 16 ноября — Александр Семёнов (85) — виднейший русский, советский востоковед.
- 17 ноября — Нигмет Сауранбаев (48) — языковед-тюрколог, академик АН КазССР.
- 17 ноября — Ютака Танияма (31) — японский математик, наиболее известный по выдвижению гипотезы, носившей его имя, а теперь называющейся теорема о модулярности; самоубийство.
- 19 ноября — Михаил Матчак (63) — украинский военный и политический деятель, публицист, книгоиздатель.
- 19 ноября — Иван Хворостецкий — украинский художник-пейзажист.
- 22 ноября — Вернер Тепфер (65) — политический и военный деятель Латвии.
- 23 ноября — Максим Скляров (44) — Герой Советского Союза.
- 24 ноября — Георгий Зарубин (83) — советский дипломатический деятель, чрезвычайный и полномочный посол СССР в США (1952-1958).
- 24 ноября — Александр Кауль (71) — советский государственный деятель.
- 25 ноября — Янис Акменс (71) — латвийский журналист и общественный деятель.
- 25 ноября — Никифор Пошивайлов (49) — бригадир колхоза имени Крупской Кагановичского района Фрунзенской области, Киргизская ССР. Герой Социалистического Труда.
- 28 ноября — Мойше Ойшер (51) — еврейский театральный и киноактёр.
- 29 ноября — Шмуэль Перельман (71) — израильский писатель, переводчик, редактор.
- 30 ноября — Платон Цесевич (78) — камерный певец.
- 30 ноября — Хьюберт Уилкинс (70) — австралийский полярный исследователь, путешественник, лётчик, фотограф, писатель.

## Декабрь
- 1 декабря — Александр Копыленко (58) — украинский советский писатель, литературный критик.
- 2 декабря — Александр Греков (82) — российский и украинский военный деятель, генерал.
- 3 декабря — Сергей Сергеев-Ценский (83) — русский советский писатель.
- 5 декабря — Фердинанд Брукнер (67) — австрийский писатель, драматург.
- 5 декабря — Патрас Бокхари (60) — пакистанский юморист, педагог, публицист, телеведущий и дипломат, постоянный представитель Пакистана в ООН (1951—1954).
- 5 декабря — Глеб Черданцев (73) — выдающийся советский географ, экономист и картограф.
- 6 декабря — Хэйли Левер (82) — американский художник-импрессионист австралийского происхождения; гравер и преподаватель.
- 12 декабря — Лотар Брюне (58) — немецкий кинокомпозитор.
- 14 декабря — Альфонс Анкер (86) — немецкий архитектор.
- 16 декабря — Пол Панцер (86) — американский актёр.
- 18 декабря — Армен Ананян (62) — советский политический деятель, председатель ЦИК Армянской ССР (1931-1933), председатель ЦИК ЗСФСР (1931-1935).
- 20 декабря — Фёдор Гладков (75) — русский советский писатель, классик Социалистического реализма.
- 21 декабря — Аркадий Мухачёв (48) — полный кавалер Ордена Славы.
- 21 декабря — Лион Фейхтвангер (74) — немецкий писатель еврейского происхождения.
- 22 декабря — Екатерина Кускова (89) — русский политический и общественный деятель, публицист и издатель, активист революционного, либерального и масонского движений.
- 23 декабря — Иван Забегайло (41) — Герой Советского Союза (1943).
- 26 декабря — Хиуорд Каррингтон (78) — писатель и журналист.
- 27 декабря — Ян Карник (88) — чешский писатель, поэт, прозаик, публицист и врач.
- 28 декабря — Николай Оцуп (64) — русский поэт и переводчик, издатель.

## Дата смерти неизвестна или требует уточнения
- Ромуальд Войцик (69—70) — советский литературовед.
- Владимир Гнездилов (59—60) — советский паразитолог, доктор медицинских наук, профессор.
- Себаштьян Санчо Жил де Борха ди Маседу и Менезеш ди Эредиа (81—82) — португальский фехтовальщик.
- Андрей Жавжаров (61—62) — советский украинский физико-географ, кандидат географических наук, доцент Киевского университета.
- Борис Иванов (70—71) — русский советский лётчик.
- Николай Исаев (67—68) — участник Первой мировой и Гражданской войн, краснознамёнец.
- Ставрос Кандзикис (72—73) — греческий художник и иконописец.
- Казбек Маргишвили (29—30) — советский футболист.
- Павел Шишков (70—71) — русский инженер, кораблестроитель, авиаконструктор, морской лётчик.